# Луканін Олександр Сергійович
Луканін Олександр Сергійович (7 листопада 1952, Макіївка) — академік Національної академії аграрних наук України, професор.

## Освіта
- 1972 р. — закінчив Макіївський металургійний технікум, спеціальність — «Автоматика і телемеханіка на залізничному транспорті».
- 1977 р. — закінчив Одеський технологічний інститут харчової промисловості ім. М. В. Ломоносова (Національна академія харчових технології, м. Одеса) за спеціальністю — «Інженер-технолог винороб».
- 1981—1985 рр. — аспірант Всесоюзного науково-дослідного інституту винограду і продуктів його переробки «Магарач» (Інститут винограду і вина «Магарач» НААНУ), м. Ялта.
- 1989—1992 рр. — докторант Інституту винограда і вина «Магарач» НААНУ;

## Наукові ступені та звання
- 1987 р. — кандидат технічних наук;
- 1993 р. — доктор технічних наук;
- 1994 р. — старший науковий співробітник;
- 1999 р. — член-кореспондент Української академії аграрних наук (УААН);
- 2000 р. — академік Міжнародної академії виноградарства та виноробства по Відділенню виноробство (Москва).
- 2002 р. — професор;
- 2007 р. — академік Національної академії аграрних наук України;
- З 2000 р. — експерт Ради з харчової та легкої промисловості Вищої атестаційної комісії (ВАК) при КМ України
- З 2005 р. — експерт Ради секції харчової та легкої промисловості «Комітету з державних премій України в галузі науки і техніки» при КМУ
- З 2008 р. — експерт ЄС з виноробства (бренді та коньяк)
- З 1994 р.- член спеціалізованих рад по захисту дисертацій у наукових закладах: Національний інститут винограду і вина «Магарач» УААН, 2008 р. — Інститут виноградарства та виноробства ім. В. Є. Таїрова та Національний університет «Києво-Могілянська академія»

## Трудова та науково-викладацька діяльність
- 1977-1986 рр. — інженер-технолог, керівник виноробного заводу радгоспу «Хотівський» Київської області;
- 1986-1991 рр. — головний спеціаліст, старший науковий співробітник «Головагропромнауки» Держагропром УРСР;
- 1991-2001 рр — учений секретар, академік-секретар Відділення харчової та переробної промисловості Президії НААНУ;
- 1995-2004 рр. — професор кафедри біотехнології продуктів бродіння Національного університету харчових технологій (за сумісництвом);
- 2001 р.-по даний час — завідувач Лабораторії моніторингу сировинних ресурсів для виноробства Інституту агроекології НААНУ;
- 1992 р. — Лауреат Державної премії України в галузі науки і техніки «За розробку та впровадження екологічно чистих потокових технологій прискореного виробництва харчових напоїв на основі використання нових препаратів діоксиду кремнію»
- 2004 р. — Лауреат 1-ї премії НААНУ ім. професора Валуйка Г. Г. в номінації «Науково-дослідна робота» за розробку та впровадження «Технологічної оцінки деревини дуба України для виноробства»

## Науковий напрям
Розробка наукових основ класифікації деревини дуба України для виноробства. Проведення технологічної оцінки сировинних ресурсів деревини дуба України з метою створення вітчизняного конкурентоспроможного бочарного виробництва.
Розробка наукових основ класифікації яблук України для виробництва сидру та кальвадосів. Проведення технологічної оцінки сировинних ресурсів яблук України з метою створення вітчизняного конкурентоспроможного виробництва сидру та кальвадосу.
Коло наукових інтересів: Організація аграрної науки; Харчова та переробна промисловість (переробка плодів ягід та винограду, виноробство, коньячне виробництва, контроль якості вин та коньяків, технологічна оцінка деревини дуба України для виноробства.